# Estrella de los Andes (canción)
Estrella de los Andes es el nombre que recibe la canción oficial de la Fiesta Nacional del Sol, que se oficia en la ciudad de San Juan y en otras localidades de la provincia de San Juan, Argentina.
Fue presentada por primera vez el 19 de diciembre de 2008

## Letra
La letra, fue escrita por Hebe Andraca y María Daniela Luna, mientras que la música por Esteban Vega y Rolando García Gómez
| Estrella de los Andes Por cada paso en mi tierra surge un suspirar, me acompaña el eco de su música detrás. Me rodean las montañas al caminar, Y los verdes brotes que fragancias me dan. Se alegran los sembrados cuando ven salir el Sol, y siempre esperan agua fresca como bendición Envuelve con su suave brisa cada rincón, y sus viñedos al paisaje pintan de color. (Estribillo) Es la estrella de los Andes, una luz de inmensidad, Está brillando San Juan, de los hombres el hogar. Brillará por que siempre sale el Sol, la estrella de San Juan. El fruto de mi tierra endulza nuestro paladar, Conquista con sus dones y talentos sin igual. Al que visita nuestra tierra brinda su pan, sus brazos se abren a los pueblos que buscan un hogar. (Estribillo) Al pasar recuerdos dejarás, tus sueños nacerán tan llenos de verdor, y verás cómo a la soledad el viento soplará y un canto entonarás. |